# Liste von Leuchttürmen in Asien
Die Liste ist eine Auswahl von Leuchttürmen in Asien.

## Aserbaidschan
| Name                | Region   | Gewässer        | Position                         | Baujahr(e) | Turmhöhe | Feuerhöhe | Kennung     | Bild |
| ------------------- | -------- | --------------- | -------------------------------- | ---------- | -------- | --------- | ----------- | ---- |
| Leuchtturm Lenkoran | Lənkəran | Kaspisches Meer | 38° 45′ 34,1″ N, 48° 51′ 19,1″ O | 1869       | 31 m     | 33 m      | LFl(3)W.15s |      |

## China
| Name                    | Region   | Gewässer     | Position                         | Baujahr(e) | Turmhöhe | Feuerhöhe | Kennung    | Bild |
| ----------------------- | -------- | ------------ | -------------------------------- | ---------- | -------- | --------- | ---------- | ---- |
| Leuchtturm Arkona-Insel | Shandong | Gelbes Meer  | 36° 3′ 11,9″ N, 120° 19′ 7,3″ O  | 1898       | 15 m     | 28 m      | Fl.R.6.5s  |      |
| Leuchtturm Mulan Tou    | Hainan   | Hainanstraße | 20° 9′ 36,1″ N, 110° 41′ 4,6″ O  | 1995       | 72 m     | 88 m      | Fl(2)W.15s |      |
| Leuchtturm Baishamen    | Hainan   | Hainanstraße | 20° 4′ 16,9″ N, 110° 18′ 50,7″ O | 2000       | 72 m     | 78 m      | Fl.W.6s    |      |

### Hongkong
| Name                          | Region   | Gewässer             | Position                          | Baujahr(e) | Turmhöhe | Feuerhöhe | Kennung  | Bild |
| ----------------------------- | -------- | -------------------- | --------------------------------- | ---------- | -------- | --------- | -------- | ---- |
| Leuchtturm von Cape D’Aguilar | Hongkong | Südchinesisches Meer | 22° 12′ 32,6″ N, 114° 15′ 33,2″ O | 1875       | 10 m     | 60 m      | Fl.W.15s |      |

### Macau
| Name              | Region | Gewässer             | Position                          | Baujahr(e) | Turmhöhe | Feuerhöhe | Kennung    | Bild |
| ----------------- | ------ | -------------------- | --------------------------------- | ---------- | -------- | --------- | ---------- | ---- |
| Fortaleza da Guia | Macau  | Südchinesisches Meer | 22° 11′ 47,1″ N, 113° 32′ 59,1″ O | 1865       | 14 m     | 108 m     | Fl(2)W.10s |      |

## Indien
| Name                     | Region     | Gewässer          | Position                         | Baujahr(e) | Turmhöhe | Feuerhöhe | Kennung  | Bild |
| ------------------------ | ---------- | ----------------- | -------------------------------- | ---------- | -------- | --------- | -------- | ---- |
| Leuchtturm Mahabalipuram | Tamil Nadu | Golf von Bengalen | 12° 36′ 55,3″ N, 80° 11′ 30,4″ O | 1887/1900  | 26 m     | 42 m      | Fl.W.10s |      |

## Indonesien
| Name                | Region | Gewässer    | Position                       | Baujahr(e) | Turmhöhe | Feuerhöhe | Kennung    | Bild |
| ------------------- | ------ | ----------- | ------------------------------ | ---------- | -------- | --------- | ---------- | ---- |
| Cikoneng Lighthouse | Java   | Sundastraße | 6° 4′ 14,4″ S, 105° 53′ 6,9″ O | 1855/1885  | 58 m     | 60 m      | Fl(2)W.20s |      |

## Japan
| Name                  | Region | Gewässer        | Position                         | Baujahr(e) | Turmhöhe | Feuerhöhe | Kennung         | Bild                                                 |
| --------------------- | ------ | --------------- | -------------------------------- | ---------- | -------- | --------- | --------------- | ---------------------------------------------------- |
| Leuchtfeuer Tokio     | Kantō  | Bucht von Tokio | 35° 33′ 46″ N, 139° 49′ 53″ O    | 1968       | 32 m     | 29 m      | gelöscht (2010) | Fahrgastschiff mit dem Leuchtturm am linken Bildrand |
| Yokohama Marine Tower | Kantō  | Bucht von Tokio | 35° 26′ 38,1″ N, 139° 39′ 3,2″ O | 1961       | 106 m    | 104 m     | gelöscht (2006) |                                                      |
| Kannonzaki-Leuchtturm | Kantō  | Bucht von Tokio | 35° 15′ 22″ N, 139° 44′ 43″ O    | 1869/1925  | 19 m     | 56 m      | Fl(2)W.15s      |                                                      |

## Kasachstan
| Name             | Region      | Gewässer        | Position                        | Baujahr(e) | Turmhöhe | Feuerhöhe | Kennung   | Bild |
| ---------------- | ----------- | --------------- | ------------------------------- | ---------- | -------- | --------- | --------- | ---- |
| Leuchtturm Aqtau | Mangghystau | Kaspisches Meer | 43° 37′ 44,9″ N, 51° 9′ 52,8″ O | 1948/1974  | 43 m     | 71 m      | Al.WR.26s |      |

## Malaysia
| Name                       | Region   | Gewässer           | Position                         | Baujahr(e) | Turmhöhe | Feuerhöhe | Kennung         | Bild |
| -------------------------- | -------- | ------------------ | -------------------------------- | ---------- | -------- | --------- | --------------- | ---- |
| Cape Rachado Lighthouse    | Malakka  | Straße von Malakka | 2° 24′ 25,3″ N, 101° 51′ 7,1″ O  | 1817/1863  | 24 m     | 118 m     | Fl(3)W.15s      |      |
| One Fathom Bank Lighthouse | Selangor | Straße von Malakka | 2° 53′ 21″ N, 100° 59′ 43,8″ O   | 1999       | 43 m     | 43 m      | Fl(4)W.20s      |      |
| One Fathom Bank Lighthouse | Selangor | Straße von Malakka | 2° 53′ 22,7″ N, 100° 59′ 44,9″ O | 1907       | 27 m     | 27 m      | gelöscht (1999) |      |

## Oman
| Name           | Region                   | Gewässer      | Position                        | Baujahr(e) | Turmhöhe | Feuerhöhe | Kennung | Bild |
| -------------- | ------------------------ | ------------- | ------------------------------- | ---------- | -------- | --------- | ------- | ---- |
| Leuchtturm Sur | Dschanub asch-Scharqiyya | Golf von Oman | 22° 34′ 8,5″ N, 59° 32′ 22,8″ O | unbekannt  | 18 m     | 20 m      | Fl.W.5s |      |

## Pakistan
| Name                    | Region | Gewässer        | Position                         | Baujahr(e) | Turmhöhe | Feuerhöhe | Kennung    | Bild |
| ----------------------- | ------ | --------------- | -------------------------------- | ---------- | -------- | --------- | ---------- | ---- |
| Leuchtturm Khudi Island | Sindh  | Arabisches Meer | 24° 33′ 35,9″ N, 67° 13′ 9,8″ O  | 1970er     | 40 m     | 40 m      | Fl(4)W.30s |      |
| Leuchtturm Manora Point | Sindh  | Arabisches Meer | 24° 47′ 38,4″ N, 66° 58′ 39,4″ O | 1851/1889  | 38 m     | 48 m      | Fl.W.7.5s  |      |

## Russland (Asiatischer Teil)
| Name              | Region   | Gewässer         | Position                         | Baujahr(e) | Turmhöhe | Feuerhöhe | Kennung     | Bild |
| ----------------- | -------- | ---------------- | -------------------------------- | ---------- | -------- | --------- | ----------- | ---- |
| Leuchtturm Byusse | Primorje | Japanisches Meer | 42° 52′ 52,5″ N, 131° 28′ 7,9″ O | 1913       | 10 m     | 66 m      | Iso.WRG.12s |      |

## Saudi-Arabien
| Name                | Region | Gewässer   | Position                     | Baujahr(e) | Turmhöhe | Feuerhöhe | Kennung    | Bild |
| ------------------- | ------ | ---------- | ---------------------------- | ---------- | -------- | --------- | ---------- | ---- |
| Leuchtturm Dschidda | Mekka  | Rotes Meer | 21° 28′ 7,1″ N, 39° 8′ 59″ O | 1990       | 133 m    | 137 m     | Fl(3)W.20s |      |

## Singapur
| Name                    | Region               | Gewässer            | Position                         | Baujahr(e) | Turmhöhe | Feuerhöhe | Kennung    | Bild |
| ----------------------- | -------------------- | ------------------- | -------------------------------- | ---------- | -------- | --------- | ---------- | ---- |
| Horsburgh Lighthouse    | Singapur             | Straße von Singapur | 1° 19′ 49,1″ N, 104° 24′ 19,1″ O | 1851       | 34 m     | 31 m      | Fl.W.10s   |      |
| Raffles Lighthouse      | South West Singapore | Straße von Singapur | 1° 9′ 36,2″ N, 103° 44′ 26,8″ O  | 1855       | 29 m     | 32 m      | Fl(3)W.20s |      |
| Sultan Shoal Lighthouse | South West Singapore | Straße von Singapur | 1° 14′ 22,6″ N, 103° 38′ 52,9″ O | 1896       | 18 m     | 20 m      | Fl(2)W.15s |      |

## Sri Lanka
| Name                                | Region      | Gewässer          | Position                        | Baujahr(e) | Turmhöhe | Feuerhöhe | Kennung         | Bild |
| ----------------------------------- | ----------- | ----------------- | ------------------------------- | ---------- | -------- | --------- | --------------- | ---- |
| Point Pedro Lighthouse              | Nordprovinz | Golf von Bengalen | 9° 49′ 36,9″ N, 80° 14′ 58,8″ O | 1916       | 32 m     | 31 m      | Fl.W.5s         |      |
| Round Island Lighthouse (Sri Lanka) | Ostprovinz  | Golf von Bengalen | 8° 30′ 46,7″ N, 81° 13′ 33,5″ O | 1863       | 21 m     | 31 m      | Fl(3)WR.15s     |      |
| Batticaloa Lighthouse               | Ostprovinz  | Golf von Bengalen | 7° 45′ 17,4″ N, 81° 41′ 7,5″ O  | 1913       | 28 m     | 27 m      | Fl.W.3s         |      |
| Oluvil Lighthouse                   | Ostprovinz  | Golf von Bengalen | 7° 17′ 25,5″ N, 81° 52′ 2″ O    | 1999       | 24 m     | 25 m      | Fl.W.10s        |      |
| Little Basses Reef Lighthouse       | Südprovinz  | Golf von Bengalen | 6° 24′ 26,3″ N, 81° 43′ 48,8″ O | 1878       | 37 m     | 34 m      | VQ(2)W.10s      |      |
| Great Basses Reef Lighthouse        | Südprovinz  | Golf von Bengalen | 6° 10′ 55,4″ N, 81° 28′ 53″ O   | 1873       | 37 m     | 34 m      | Fl.W.15s        |      |
| Dondra Head Lighthouse              | Südprovinz  | Indischer Ozean   | 5° 55′ 16,5″ N, 80° 35′ 38,6″ O | 1890       | 49 m     | 47 m      | Fl.W.5s         |      |
| Galle Lighthouse                    | Südprovinz  | Arabisches Meer   | 6° 1′ 28,4″ N, 80° 13′ 9,7″ O   | 1848/1939  | 27 m     | 28 m      | Fl(2)W.15s      |      |
| Barberyn Lighthouse                 | Westprovinz | Arabisches Meer   | 6° 27′ 48,2″ N, 79° 58′ 6″ O    |            | 34 m     | 46 m      | Fl.W.20s        |      |
| Old Clock Tower Lighthouse          | Westprovinz | Arabisches Meer   | 6° 56′ 5,1″ N, 79° 50′ 34,1″ O  | 1860       | 29 m     |           | gelöscht (1952) |      |
| Colombo Lighthouse                  | Westprovinz | Arabisches Meer   | 6° 56′ 10,4″ N, 79° 50′ 26,8″ O | 1952       | 15 m     | 26 m      | Fl(3)W.10s      |      |
| Talaimannar Lighthouse              | Nordprovinz | Golf von Mannar   | 9° 6′ 27,1″ N, 79° 43′ 52″ O    | 1915       | 17 m     | 20 m      | Fl.W.5s         |      |

## Südkorea
| Name               | Region           | Gewässer         | Position                    | Baujahr(e) | Turmhöhe | Feuerhöhe | Kennung  | Bild |
| ------------------ | ---------------- | ---------------- | --------------------------- | ---------- | -------- | --------- | -------- | ---- |
| Leuchtturm Homigot | Gyeongsangbuk-do | Japanisches Meer | 36° 4′ 35″ N, 129° 34′ 7″ O | 1903       | 26 m     | 31 m      | Fl.W.12s |      |

## Türkei (Asiatischer Teil)
| Name              | Region   | Gewässer          | Position                        | Baujahr(e) | Turmhöhe | Feuerhöhe | Kennung    | Bild |
| ----------------- | -------- | ----------------- | ------------------------------- | ---------- | -------- | --------- | ---------- | ---- |
| Mersin Feneri     | Mersin   | Levantisches Meer | 36° 47′ 4,6″ N, 34° 37′ 7,2″ O  | 1865/1883  | 15 m     | 16 m      | Fl(3)W.10s |      |
| Alanya (Südmole)  | Antalya  | Golf von Antalya  | 36° 32′ 20,1″ N, 32° 0′ 16,1″ O | 2009       | 16 m     | 20 m      | Fl.R.5s    |      |
| Fenerbahçe Feneri | Istanbul | Bosporus          | 40° 58′ 5,4″ N, 29° 1′ 55,2″ O  | 1856       | 20 m     | 25 m      | Fl.W.12s   |      |
| Leanderturm       | Istanbul | Bosporus          | 41° 1′ 16″ N, 29° 0′ 14,4″ O    | 1700er     | 26 m     | 9 m       | Fl.WR.3s   |      |

## Vietnam
| Name  | Region     | Gewässer             | Position                          | Baujahr(e) | Turmhöhe | Feuerhöhe | Kennung      | Bild |
| ----- | ---------- | -------------------- | --------------------------------- | ---------- | -------- | --------- | ------------ | ---- |
| Kê Gà | Bình Thuận | Südchinesisches Meer | 10° 41′ 42,5″ N, 107° 59′ 29,4″ O | 1899       | 41 m     | 65 m      | Fl(3+1)W.20s |      |

## Zypern
Zypern gehört Asien, wird aber wegen der kulturellen und politischen Zugehörigkeit oft zu Europa gerechnet.